# Trettioåriga Kriget
Trettioåriga Kriget (svensk for Trediveårskrigen) er en svensk progressiv rock gruppe, som blev dannet i 1970. 

## Historie
Medlemmerne Stefan Fredin, Olle Thörnvall (forfatter og oversætter), og Pocke Öhrström mødtes i gymnasiet og begyndte at spille musik sammen. Navnet hentyder til en historietime om Trediveårskrigen. Mats Lindberg kom med på keyboard i 1976 .
Der efter blev Johan Gullberg, Dag “Krok” Kronlund, og Dag Lundquist medlemmer af bandet, og de begyndte at spille og optræde i klubber fra december 1970 og indspille demoer. 
Öhrström og Gullberg forlod bandet, og Robert Zima tilsluttede sig gruppen i 1971 og Christer Åkerberg i 1972. Kronlund forlod gruppen, og de fik en pladekontrakt med CBS records i 1973. Thörnvall besluttede sig for at skrive tekster til gruppen, og de indspillede deres første album Trettioåriga Kriget, som blev udgivet i 1974. Det opfølgende album Krigssång blev udgivet i 1976, og kort efter tilsluttede Mats Lindberg sig gruppen. Der efter kom albummerne Hej på er i 1978 og Mot Alla Odds i 1979.
Der efter forlod Zima gruppen, den skiftede navn til "Kriget", og endnu et album blev udgivet i 1981 Kriget inden, at den opløstes.
Fredin og Thörnvall dannede der efter den kortlivede gruppe "Fredin Comp".

## Genforeninger
I 1992 og 1996 genforenedes gruppen i forbindelse med nogle shows. Lindberg deltog ikke i den første optræden i 1992, men var med ved den anden genforening i 1996. Der efter blev gruppen genforenet med både Lindberg og Zima i 2001 og indspillede Elden Av År i 2004, I Början och Sluten i 2007, og Efter Efter i 2011. Gruppen udgav også Glorious War, som indeholdte demoer fra 1970-1971 og som også blev udgivet i 2004. Deres nye album Seaside Air udkommer i 2016.

## Bandmedlemmer
- Stefan Fredin - bas (1970-1981, 1992, 1996, 2003-)
- Dag Lundquist - trommer (1970-1981, 1992, 1996, 2003-)
- Robert Zima - sang, guitar, keyboards (1971-1979, 1992, 2003-)
- Christer Åkerberg - guitar (1972-1981, 1992, 1996, 2003-)
- Mats Lindberg - keyboards, saxofon (1977-1981, 1996, 2003-)
- Olle Thörnvall - harmonika (1970-1972), tekstforfatter (1972-1981, 2003-)
- Johan Gullberg - trommer (1970-1971), cover design (1973-1981, 2004-)
- Dag “Krok” Kronlund - piano (1970-1972)
- Pocke Öhrström - guitar (1970-1971)